# 2044
Het jaar 2044 is een jaartal volgens de christelijke jaartelling. Het is een schrikkeljaar dat start op een vrijdag. Pasen valt dit jaar op 17 april.

## Gebeurtenissen
- Op 6 juni is het de bedoeling dat de tijdcapsule van het Normandy American Cemetery and Memorial geopend zal worden.

## Astronomische gebeurtenissen
- Op 23 augustus zal een zonsverduistering plaatsvinden in een deel van de Verenigde Staten.
- Op 1 oktober zal er een occultatie plaatsvinden van Regulus, de helderste ster aan de hemel, door de planeet Venus.

## 2044 in fictie
- De sciencefictionfilm Ready Player One uit 2018 speelt zich af in 2044.
- De sciencefictionfilm Autómata uit 2014 speelt zich af in 2044.